# アイワナビー
「アイワナビー」は、STANCE PUNKSの9thシングル。2008年6月4日発売。

## 収録曲&解説
1. アイワナビー
作詞・作曲　TSURU
テレビ東京系アニメ『ソウルイーター』エンディングテーマ
2. 大人は分かってくれない
作詞・作曲　川崎テツシ
3. 悲しいポストマン 
作詞・作曲　不明